# IWork
IWork is een softwarepakket ontwikkeld door Apple voor macOS. Het pakket bestaat uit de tekstverwerker Pages, het presentatieprogramma Keynote en het spreadsheetprogramma Numbers.
IWork is de opvolger van AppleWorks. AppleWorks werd tot 2007 nog wel standaard meegeleverd op elke nieuwe Mac, maar voor iWork moest apart worden betaald. IWork is geen directe concurrent van de Mac-versie van Microsoft Office: het is lager geprijsd en richt zich meer op presentatie en lay-out. In de tekstverwerker Pages zijn bijvoorbeeld sjablonen aanwezig voor nieuwsbrieven, flyers en posters. IWork werkt samen met toepassingen uit het multimedia-softwarepakket iLife van Apple. Kopers van een nieuwe Mac krijgen gratis iLife en iWork meegeleverd.
Pages en Numbers worden vaak bekritiseerd omdat ze te ver achter zouden lopen op Microsofts Word en Excel. Keynote wordt, daarentegen, vaak juist geprezen om haar simpelheid en uitgebreide functionaliteit.

## Pages
Pages is een tekstverwerker met nadruk op presentatie en opmaak. Het wordt geleverd met een serie sjablonen voor onder andere:
- Nieuwsbrieven
- Verslagen
- Flyers
- Posters
- Uitnodigingen
- Briefpapier
- Curriculum Vitae

Pages bevat een invoegtoepassing voor media waarmee foto's, muziek en video uit iPhoto, iTunes en iMovie in documenten kunnen worden opgenomen. Met Pages kan een gebruiker documenten opslaan in of exporteren naar de volgende formaten:
- Pages-documenten (.pages)
- Microsoft Word-bestanden (.doc of .docx)
- portable document format-bestanden (.pdf)
- Webpagina's (.html)
- Rich Text-bestanden (.rtf)
- Platte tekstbestanden (.txt)

Bestanden in het OpenDocument-formaat kunnen door Pages niet worden geopend, bewerkt of opgeslagen.

## Keynote
Keynote is presentatiesoftware van Apple, met de nadruk op lay-out en fraaie opmaak. De software vergelijkbaar met PowerPoint van Microsoft, maar bevat koppelingen met het multimedia-softwarepakket iLife van Apple. Met een invoegtoepassing is het mogelijk om afbeeldingen, muziek en video uit iPhoto, iTunes en iMovie aan presentaties toe te voegen. Keynote biedt ook de mogelijkheid om de presentatie in een diashow met animaties te vertonen. Bestandsformaten die de software ondersteunt zijn onder andere:
- Keynote-presentaties (.key)
- Microsoft PowerPoint-presentaties (.ppt)
- QuickTime-video's (.mov)
- Adobe Flash-animaties (.swf)
- pdf-bestanden (.pdf)
- Elk afbeeldingsformaat dat door QuickTime wordt herkend, waaronder (.jpg, .png en .tiff)

## Numbers
Numbers is een spreadsheet-toepassing die in iWork '08 en latere versies is opgenomen. Het is vergelijkbaar met Excel van Microsoft. Tijdens de aankondiging van Numbers op 7 augustus 2007 noemde Steve Jobs als belangrijkste voordelen de gebruiksvriendelijke interface en betere opmaakmogelijkheden.